# Jan Dominik Kazanowski
Jan Dominik Kazanowski herbu Grzymała – starosta łukowski od XI 1636 roku do 1645 roku, dworzanin królewski w 1635 roku, poseł na sejm koronacyjny 1633 roku, poseł sejmiku lubelskiego na sejm ekstraordynaryjny 1635 roku, poseł na sejm 1643 roku.